# Чернігівнафтогаз
Чернігівнафтогаз (нафтогазовидобувне управління) (НГВУ) — одне з провідних підприємств паливно-енергетичного комплексу України, яке входить до складу акціонерного товариства Укрнафта.

## Історія

Знак на Гнідинцівській площі - пам'ятка початку видобутку нафти у 1959 р.

На території Чернігівщини першу нафту добуто у 1959 році, на Гнідинцівській площі, а вже у 1961 році розпочато видобуток нафти у промислових масштабах. У 1965 р. на цій площі було знайдено поклади природного газу. Надалі в регіоні відкрито і введено в експлуатацію понад 20 нафтових та газових родовищ, у тому числі і ті які сьогодні складають сировинну базу управління.
У 1985 році в історії управління відбулася значна подія — видобуто 100 мільйонну тонну нафти, що склало 40% від загальної кількості видобутої нафти в Україні за весь час видобутку.

## Діяльність

Територіально-організаційна структура ВАТ «Укрнафта».

НГВУ «Чернігівнафтогаз» здійснює широкий спектр заходів, зокрема заводнення та гідророзрив пластів, застосування кислотно-лужних методів, прилуцькі нафтовики першими в Європі використали унікальний метод буріння бічних похило-спрямованих стовбурів з існуючих експлуатаційних свердловин, буріння горизонтальних свердловин і вилучення нафти методом внутрішньопластового горіння.
У 1995 році впроваджено технологію виробництва термоусадної стрічки ДТЛ-91 для анти корозійного захисту і нанесення її на труби.

## Завдання
Сьогодні на порядку денному — технічна модернізація існуючих потужностей, стабілізація рівнів видобутку нафти, нарощування та зміцнення сировинної бази. В експлуатації знаходяться свердловини яким вже 35 — 60 років, що потребує значних коштів на ремонт. Інвестицій потребує і розширення пошукових робіт.

## Склад
Управління має у своєму складі навчально курсовий комбінат та санаторій профілакторій «Нафтовик».